# Berta Bornstein
Berta Bornstein (geboren 12. September 1896 in Krakau, Österreich-Ungarn; gestorben 5. September 1971 in Vinalhaven) war eine austroamerikanische Psychoanalytikerin.

## Leben
Berta Bornstein war die zweite Tochter der Kaufleute Getzel Bornstein und Gisella Haber. Sie wuchs in Berlin auf, wo sie wie ihre ältere Schwester Steff Bornstein (1891–1939) den Beruf der Fürsorgerin ergriff und als Lehrerin für schwer erziehbare Kinder arbeitete.
Die Schwestern begannen 1924 eine Ausbildung am Berliner Psychoanalytischen Institut. Berta Bornstein machte eine Lehranalyse bei Hans Lampl und schloss sich der Gruppe um Otto Fenichel an. Sie spezialisierte sich auf Kinderanalyse und ging 1929 nach Wien, wo sie ihre Lehranalyse bei Edward Bibring beendete und mit Anna Freud zusammenarbeitete. 1930 wurde sie außerordentliches Mitglied der Deutschen Psychoanalytischen Gesellschaft und veröffentlichte ihre erste psychoanalytische Arbeit über die Beziehungen zwischen Sexual- und Intellektentwicklung.
Nach Machtübergabe an die Nationalsozialisten in Deutschland blieb Bornstein in Wien und wurde 1933 in die Wiener Psychoanalytische Vereinigung (WPV) aufgenommen und war ab 1936 Mitglied im Lehrausschuss der WPV. Sie eröffnete eine psychoanalytische Praxis und heiratete 1933 den Wiener Industrieangestellten Leopold Pfaller, der bereits 1941 starb. Sie analysierte unter anderem die zehnjährige Eva Reich, eine Tochter von Wilhelm Reich und Annie Reich. Bornstein befürwortete eine Trennung vom Vater, da sie an dessen geistiger Gesundheit zweifelte.
Nach dem Anschluss Österreichs 1938 floh Bornstein nach New York. Da sie keine ärztliche Ausbildung vorweisen konnte, wurde sie 1942 nur als "special member" in die New Yorker Psychoanalytische Gesellschaft aufgenommen. Sie unterrichtete von 1942 bis 1960 am New Yorker Psychoanalytischen Institut und war dort zwischen 1952 und 1955 Leiterin der Kinderpsychoanalytischen Abteilung. Außerdem lehrte sie ab 1951 Kinderanalyse am Institut der Philadelphia Association for Psychoanalysis. Bornstein wurde Ehrenmitglied der American Psychoanalytic Association. Grundlegend sind ihre Arbeiten zur Latenzperiode und zur Technik der Kinderanalyse.
Bornstein starb auf der Island of Vinalhaven während eines Ferienaufenthaltes.